# Peter Noone
Peter Blair Denis Bernard Noone (* 5. listopadu 1947, Davyhulme, Lancashire) je anglický písničkář, kytarista, pianista a herec. Je známý především jako Herman z úspěšné kapely šedesátých let Herman's Hermits.

## Dětství a vzdělání
Noone je synem účetního a absolvoval Wellacre Primary School ve Flixtonu, St. Bede's College v Manchesteru a Stretford Grammar School ve Stretfordu. Hrál množství rolí v televizi, včetně postavy Stanleyho Fairclougha v seriálu Coronation Street. Noone studoval hlas a divadelní umění v Manchester School of Music, kde vyhrál Outstanding Young Musician Award.

## Kariéra

### Herman's Hermits
Na začátku své kariéry používal umělecké jméno Peter Novak. Ve věku 15 let se stal hlavním zpěvákem, mluvčím a frontmanem Herman's Hermits, které objevil Harvey Lisberg. Jako "Herman" se fotogenický Noone objevil na obálkách mnoha mezinárodních publikací, včetně časopisu Time.

### Sólová práce
Poté, co se Herman's Hermits v roce 1971 rozpadli, vydal Noone čtyři singly ve Spojeném království u RAK Records, jeden singl pro Spojené království a Spojené státy u Philips Records a několik singlů u malého britského vydavatelství Bus Stop Records. Jeho první singl u RAK Records „Oh! You Pretty Things“ se umístil nadvanáctém místě UK Singles Chart. Autorem této skladby je David Bowie, který zde hrál na klavír. V osmdesátých letech Noone vydal sólové album One of the Glory Boys.

### The Tremblers
Noone také založil new wave kapelu The Tremblers, se kterou byl v roce 1980 na turné. Vydali jedno album – Twice Nightly. Kromě Noonea kapelu tvořili Greg Inhofer (klávesy), Robert Williams (bicí), George Conner (kytara) a Mark Browne (baskytara).